# 水田稗
水田稗（学名：Echinochloa oryzoides）为禾本科稗属下的一个种。

## 扩展阅读
- 維基物種上的相關：水田稗